# Джодха та Акбар
Джо́дха и Акба́р (гінді जोधा अकबर, англ. Jodhaa Akbar), — індійський історичний фільм режисера та продюсера Ашутоша Гоуварікера 2008 року. В головний ролях Рітік Награтх Рошан та Айшварія Рай Баччан.

## Сюжет
Джодха та Акбар — це історія неймовірного кохання XVI століття та про політичний шлюб між правителем Індостану — Акбаром та принцесою раджпутанкою — Джодхою.
Імператор Акбар мав неабиякі успіхи у військовій справі, але більшість земель Індостану завоював завдяки своєму розуму та політичним здібностям. Саме завдяки політиці, Акбар, зміг завоювати Раджпутан. Він одружився з дочкою правителя Раджпутів, красунею — Джодхі. Звичайно, спочатку це був лише шлюб за розрахунком, що переріс у надзвичайно сильне кохання. У фільмі розкрито також існування двох релігій у одній державі. Якщо Акбар сповідував іслам Іслам, то Джодха поклонялась Богу Крішна Крішна, тобто була індуїсткою Індуїзм. Слоганом фільму є: «союз сердець — союз релігій». Саме цей слоган пояснює важливість історичної постаті імператора Акбара, бо саме він зміг поєднати дві абсолютно різні релігії!

## У ролях
- Рітік Рошан — Джалалуддін Мохаммад Акбар
- Айшварія Рай — Раджкумарі Джодха Бай
- Сону Суд — Раджкумар Суджамал
- Кулбхушан Карабанда — Раджа Бхармал
- Сухасіні Мулей — Рані Падмаватті
- Раза Мурад — Шамсуддін Атка Хан
- Пунам Сінха — Малліка Хаміда Бану Бєгум
- Раджеш Вівєк — Чугтай Хан
- Раджу Пандіт — Раджа Бхааті
- Бхарат Кумар — Раджа Чаухан
- Раджив Сєгал — Раджа Віраа

## Відгуки
Загалом фільм отримав від кінокритиків 78 % схвальних відгуків.  [Архівовано 15 квітня 2014 у Wayback Machine.]